# Мала супруга
Мала супруга је српска теленовела у режији Растка Тадића и Страхиње Савића, инспирисана по мотивима истоименог романа списатељице Мир Јам. Премијера серије је била приказана 4. јула 2022. на телевизији Прва. Серија је смештена у садашње време као снажна мелодрама са елементима трилера и ноара.

## Радња
Ђурђица (Срна Ђенадић) је отмена и лепа девојка одрасла у Немачкој, која сада са својом мајком Маром (Аника Грујић) живи у једном малом месту у Војводини, у велелепној кући са базеном коју је саградио њен покојни отац. Њен живот се одвија у монотонији имања и села све док се неочекивано не заљуби у Бранка (Никола Малбаша), доктора у локалном дому здравља који се баш тада суочава са великим проблемом свог старијег брата Милана (Миодраг Берић) и огромним дугом од стотину хиљада евра позајмљеним од локалног зеленаша. Бранко по сваку цену жели да помогне брату да врати дуг и успева тек кад му Ђурђица понуди новац. Бранко на то пристаје и враћа братовљев дуг, али се у том тренутку појављује непознати и опасни Миодраг Хаџи Орловић (Зоран Ћосић), човек који условљава Бранка да се због позајмљеног новца ожени заљубљеном Ђурђицом. Бранко на то невољено пристаје и ту одлуку саопштава Нади (Тамара Радовановић), фаталној девојци са којом је у дугогодишњој тајној вези. Тако започиње узбудљива серија о двема женама и мушкарцу разапетом у љубавном троуглу, препуна страсти, узбуђења и изневерених очекивања. Истовремено са љубавним причама, развијају се и тајни догађаји из прошлости двеју породице, који објашњавају изненадни долазак мистериозног Хаџи Орловића код Ђурђичине мајке Маре.
Како ће се Ђурђица изборити са свим изазовима брака? Да ли ће и како Нада успети да поврати Бранка? Како ће Бранко преживети све то? Шта ће се десити са малом супругом?

## Преглед сезоне
| Сезона | Сезона | Назив                         | Број епизода | ТВ емитовање                          |
| ------ | ------ | ----------------------------- | ------------ | ------------------------------------- |
|        | 1      | Мала супруга                  | 93 (1—93)    | 4. јул 2022 — 9. септембар 2022. Прва |
|        | 2      | Мала супруга: Греси прошлости | НБА (94—?)   | 2025. Прва                            |